# Mauro Baranzini
Mauro Leo Baranzini (Bellinzona, 31 agosto 1944) è un docente ed economista svizzero.

## Biografia
Nato il 31 agosto 1944 a Bellinzona, capitale del Canton Ticino. Si laurea a Friburgo, Svizzera, nel 1969, e vi consegue il dottorato "Summa cum laude" nel 1972, con il titolo di Dr. Rer. Pol. si presenta ad Oxford, dove ottiene nel 1976 il titolo di "D.Phil. in Economics". Specializzatosi in studi economici approfonditi soprattutto nel campo macroeconomico, tra il 1969 ed il 1992 riceve 5 borse di studio che gli permettono di accedere a importanti circoli accademici, nei quali svilupperà ricerche assieme nel campo della teoria post-keynesiana. Presso l'Università di Lugano collabora con professori e uomini politici fra cui Remigio Ratti. 
È stato Decano fino al 2009 della Facoltà di Scienze Economiche e ricercatore presso l'Università della Svizzera italiana; è inoltre una delle voci più autorevoli fra quelle che consentirono la nascita di questa Università. È stato ricercatore in numerose Università in Europa e nel mondo, come Oxford ed il MIT. L'accademia dei Lincei lo ha premiato l'11 giugno 2009 con il "Premio Internazionale per le scienze economiche per il 2009" ;
.

## Ricerca accademica e incarichi
Durante la sua carriera ha condotto ricerche tra gli altri, con Geoffrey Harcourt, a Luigi Pasinetti ed a Roberto Scazzieri, riguardanti:
- Teorie della distribuzione funzionale e personale del reddito,
- Processi di accumulazione della ricchezza e dinamica delle dinastie,
- Teoria post-Keynesiana della determinazione del saggio di profitto e della distribuzione,
- Ruolo delle istituzioni nei processi di crescita,
- Dinamica economica strutturale,
- Modelli micro- e macro-economici del risparmio e del consumo

Ha ricoperto i seguenti ruoli istituzionali:
- Tra il 1971 ed il 1976 Lord Florey European Scholar del “The Queen's College” dell'Università di Oxford e Research Fellow della Swiss Science Foundation.
- Tra il 1976 ed il 1987 è lettore, tutor e direttore degli studi economici del “The Queen's College” dell'Università di Oxford.
- Dal 1987 al 1997 è Professore di Economia politica nella Facoltà di Economia dell'Università di Verona a tempo pieno.
- Tra il 1987 ed il 1998 è fra i membri fondatori del Centro di Studi Bancari, Villa Negroni, Vezia-Lugano, dove insegna Economia Politica.
- Dal 1997 è professore ordinario di Economia politica della Facoltà di Scienze economiche dell'Università della Svizzera italiana a Lugano, di cui è stato membro del Comitato Scientifico Ordinatore.
- Dal 2005 al 2009 è stato decano della stessa Facoltà.
- Per diversi periodi è visiting Professor e fellow, al Massachusetts Institute of Technology, Harvard, Berkeley, Stanford University, Cambridge (UK), e Zurigo.
- È stato presidente della Commissione per la Svizzera italiana del Fondo Nazionale Svizzero per la Ricerca Scientifica.
- Collabora molto spesso con la Radiodiotelevisione della Svizzera Italiana e testate giornalistiche locali, oltre alle radio; in queste rubriche, le tematiche trattate sono economia internazionale, le problematiche del Ticino e della Svizzera,e la situazione politica svizzera e italiana.

## Principali pubblicazioni

### In lingua inglese
1. Mauro Baranzini (ed.) Advances in Economic Theory, Oxford: Basil Blackwell, 1982 (reprinted 1983), in the U.S.: New York: St. Martin’s Press, 1983, pp. x + 321.
2. Mauro Baranzini (with R. Scazzieri, eds) Foundations of Economics. Structures of Inquiry and Economic Theory, Oxford and New York: Basil Blackwell, 1986, pp. xii + 454.
3. Mauro Baranzini (with R. Scazzieri, eds) The Economic Theory of Structure and Change, Cambridge: Cambridge University Press, 1990, pp. xiii + 347 (hardback).
4. Mauro Baranzini A Theory of Wealth Distribution and Accumulation, Oxford and New York: Oxford University Press, 1991, pp. xxvi + 262.
5. Mauro Baranzini (with G.C. Harcourt, eds) The Dynamics of the Wealth of Nations. Growth Distribution and Structural Change (Essays in honour of Luigi Pasinetti), London: Macmillan and New York: St. Martin’s Press, 1993, pp. xiii + 424.
6. Mauro Baranzini (with A. Cencini, eds) Inflation and Unemployment. Contributions to a New Macroeconomic Approach, London and New York: Routledge, 1996, pp. viii + 192.
7. Mauro Baranzini, The Diaspora of the Families Nonella and Bassi of Sant’Antonino, Canton Ticino, Switzerland, from the 15th to the 21st Century, Bellinzona: SalvioniEdizioni, 2010, pp. 261.
8. Mauro Baranzini (with A. Quadrio Curzio) ‘From Adam Smith to Structural Dynamics: Luigi Pasinetti’s Life-Long Contribution’, paper presented at the Conference ‘The Economics of Structural Change: Theory, Institutions and Policies, in honour of Luigi L. Pasinetti, 2012, Gonville and Caius College, Cambridge.
9. Mauro Baranzini (with R. Scazzieri, eds) The Economic Theory of Structure and Change, Cambridge: Cambridge University Press, 2012, pp. xiii + 347 (paperback).
10. Mauro Baranzini (with A. Mirante) ‘The Cambridge Post-Keynesian School of Income and Wealth Distribution’, in G. C. Harcourt and P. Kriesler (eds) The Oxford Handbook of Post-Keynesian Economics, 2013, op. cit., Vol. I, 288-361.
11. Mauro Baranzini (with C. Rotondi and R. Scazzieri, eds) Resources, Production and Structural Dynamics, Cambridge: Cambridge University Press, 2015.
12. Mauro Baranzini (with. G. Marangoni), Richard Stone: An Annotated Bibliography, Lugano: Università della Svizzera italiana, 2015.  pp. 174.
13. Mauro Baranzini (with C. Rotondi and R. Scazzieri) 'Resources, Producibility and Economic Dynamics: A Framework’, in M. Baranzini, C. Rotondi and R. Scazzieri (eds) Resources, Production and Structural Dynamics, op. cit., 1-32.
14. Mauro Baranzini (with A. Mirante) A Compendium of Italian Economists at Oxbridge: Contributions to the Evolution of Economic Thinking, 2016, London and New York: Palgrave-Macmillan, pp.  288+xii
15. Mauro Baranzini (with P. L. Porta) ‘Luigi Lodovico Pasinetti’, in R. A. Cord (ed.) The Palgrave Companion to Cambridge Economics, 2017, London and New York: Palgrave-Macmillan, 2017,pp. 979-1001.
16. Mauro Baranzini (with A. Mirante) Luigi L. Pasinetti: An Intellectual Biography, Leading Scholar and System Builder of the Cambridge School of Economics, 2018, Palgrave Studies in the History of Economic Thought, London and New York: Palgrave-Macmillan, pp. xii+390.
17. Mauro Baranzini 'Uncertainty and Time in Economics’, in AA.VV, Balzan Papers I, 2018, Fondazione Internazionale Balzan, Florence: Leo S. Olschki, 243-57.
18. Mauro Baranzini (with A. Mirante) 'At the intersection of "Polity" and "Economics": The Palgrave Handbook of Political Economy, edited by Ivano Cardinale and Roberto Scazzieri', review article, Economia&Lavoro, 2019, 53.2, pp. 127-50.
19. Mauro Baranzini (with A. Mirante) ‘Pasinetti’s Theorem: A Narrow Escape, for what was to become an Inexhaustible Research Programme’, Structural Change and Economic Dynamics, 2021, 59(C), December, pp. 470-81.
20. Mauro Baranzini (with A. Quadrio Curzio and R. Scazzieri) ‘The Political Economy of Luigi L. Pasinetti’, in E. Bellino and S. Nerozzi (eds) Pasinetti and the Classical-Keynesians. Nine Methodological Issues, Cambridge: Cambridge University Press, 2022, pp. ix-xxii.

### In italiano
21. Mauro Baranzini (with R. Scazzieri) Struttura e evoluzione delle economie industriali: i fatti e le interpretazioni, Lugano: Edizioni Pantarei, 1982, pp. 198.
22. Mauro Baranzini (with A. Cencini, eds) Contributi di analisi economica, Bellinzona: Casagrande, 1987, pp. 298.
23. Mauro Baranzini Corso di economia politica, Milan: CUSL, pp. xvii + 559. (1st ed. 1986; 4th ed. 1988).
24. Mauro Baranzini (with G. Marangoni and S. Rossi) Macro e Microeconomia. Teoria ed applicazioni, Padua: CEDAM, 2001 (I ed.), 2003 (II ed.) pp. XVIII+889.
25. Mauro Baranzini (with G. Tondini) Accumulazione, distribuzione e risparmio, Padua: CEDAM, 2003, pp. 536.
26. Mauro Baranzini, et al. (eds) Analisi Economica e Società Civile, Padua: CEDAM, 2004, pp. 757.
27. Mauro Baranzini (with G. Marangoni, A. Mirante and S. Solari) Economia Macro, Padua: CEDAM, 2006, pp. 497.
28. Mauro Baranzini, Strategie patrimoniali e famigliari nella Svizzera italiana (1400-2000), I Volume: Quadro concettuale e istituzionale (XV+313 pp.); II Volume: Tre microstorie e supplemento iconografico (XL+566 pp.), Rome: Edizioni di Storia e Letteratura, 2008.
29. Mauro Baranzini (with A. Mirante) Economia Politica, Padova: CEDAM, 2013, pp. xviii+700.
30. Mauro Baranzini, L’Università della Svizzera italiana: da un sogno del 1588 alla sua realizzazione nel 1996’, lectio magistrali, Milano: Istituto Lombardo, Accademia di Scienze e Lettere, 2017, pp. 37-134.
31. Mauro Baranzini (with P. Montorfani) L’università della Svizzera italiana. La nascita di un ateneo alla fine del secondo millennio, Locarno: Dadò editore, 2021, pp. 530+LXIV.